# Isaac Fontaine
Isaac Henry Sedric Fontaine IV (Sacramento, California, 16 de abril de 1975) es un exjugador de baloncesto estadounidense que disputó una temporada en la NBA, además de jugar en la CBA, la NBA D-League, la liga italiana, la liga francesa, la liga filipina y la liga china. Con 1,93 metros de estatura, jugaba en la posición de base.

## Trayectoria deportiva

### Universidad
Jugó durante cuatro temporadas con los Cougars de la Universidad Estatal de Washington, en las que promedió 18,2 puntos, 4,5 rebotes y 2,4 asistencias por partido. En su última temporada lideró a su equipo en anotación, con 21,9 puntos por partido (16º en todo el país) y en robos de balón. En 1996 y 1997 fue incluido en el mejor quinteto de la Pacific-10 Conference.

### Profesional
Tras no ser incluido en el Draft de la NBA de 1997, inició su carrera profesional en el Scavolini Pesaro italiano, donde únicamente disputó cinco partidos, en los que promedió 14,8 puntos y 2,2 rebotes. De ahí pasó al SLUC Nancy francés, equipo con el que disputó la Copa Korac, promediando 6,0 puntos y 2,0 asistencias por partido.
Regresó a su país para jugar en la CBA, hasta que en 2001 volvió a la liga italiana fichando por el Basket Rimini Crabs, con los que únicamente disputó cuatro partidos, promediando 15,8 puntos y 2,8 rebotes. Fichó entonces por los Mobile Revelers de la recién creada NBA D-League, donde fue uno de los jugadores más destacados del campeonato, al promediar 17,4 puntos y 3,1 rebotes por partido, y liderar las estadísticas de la liga en tiros libres, con un 90,5% de acierto y la de anotación, siendo incluido en el Mejor quinteto del campeonato. Su actuación hizo que los Memphis Grizzlies le firmaran un contrato por diez días, con los que disputó seis partidos en los que promedió 1,8 puntos.
Volvió al año siguiente a los Revelers, donde fue una de las piezas clave para la consecución del campeonato, derrotando en las finales a los Fayetteville Patriots. Acabó promediando 11,6 puntos y 4,4 asistencias por partido. La temporada siguiente la comenzó en Filipinas, volviendo a la D-League de la mano de los Huntsville Flight, y fichando finalmente por el S.S. Basket Napoli italiano, donde como en anteriores etapas en el baloncesto transalpino, tuvo un paso efímero, jugando solo dos partidos en los que promedió 5,0 puntos y 2,5 rebotes. Su última temporada como profesional la disputó en la liga china, en los Zhejiang Whirlwinds.

## Estadísticas de su carrera en la NBA

### Temporada regular
| Temporada | Edad | Equipo            | Liga | Pos. | P | TIT | MIN  | TC  | TCA | %TC  | 3P  | 3PA | %3P  | TL  | TLA | %TL  | R.OF. | R.DEF. | REB | ASIS | ROB | TAP | PER | FP  | PTS |
| 2001-02   | 26   | Memphis Grizzlies | NBA  | SG   | 6 | 0   | 12.5 | 0.5 | 2.3 | .214 | 0.2 | 0.8 | .200 | 0.7 | 1.0 | .667 | 0.0   | 0.8    | 0.8 | 0.7  | 0.0 | 0.0 | 0.7 | 1.0 | 1.8 |
| Total     |      |                   | NBA  |      | 6 | 0   | 12.5 | 0.5 | 2.3 | .214 | 0.2 | 0.8 | .200 | 0.7 | 1.0 | .667 | 0.0   | 0.8    | 0.8 | 0.7  | 0.0 | 0.0 | 0.7 | 1.0 | 1.8 |